# Lištani
Lištani (en cyrillique : Лиштани) est un village de Bosnie-Herzégovine. Il est situé dans la municipalité de Livno, dans le canton 10 et dans la fédération de Bosnie-et-Herzégovine. Selon les premiers résultats du recensement bosnien de 2013, il compte 612 habitants.

## Histoire
Sur le territoire du village se trouve le site archéologique de Lištani-Podvornice où ont été mis au jour des tombes romaines, dont une tombe de l'Antiquité tardive, deux églises paléochrétiennes et une nécropole médiévale ; les objets retrouvés dans les tombes sont présentés au musée du couvent franciscain de Gorica. Le site est inscrit sur la liste des monuments nationaux de Bosnie-Herzégovine.
Le site de Veliki et de Mali Han abrite un tumulus préhistorique et une nécropole avec 84 stećci, un type particulier de tombes médiévale ; ce site est également inscrit.

## Démographie

### Évolution historique de la population
| 1948 | 1953 | 1961 | 1971 | 1981 | 1991 | 2013 |
| ---- | ---- | ---- | ---- | ---- | ---- | ---- |
| -    | -    | 842  | 731  | 590  | 490  | 612  |

|  |

### Communauté locale
En 1991, la communauté locale de Lištani comptait 2 300 habitants, répartis de la manière suivante :